# Nomenclature of Organic Chemistry
Il Nomenclature of Organic Chemistry, chiamato comunemente Blue Book, è un libro contenente una serie di raccomandazioni sulla nomenclatura in chimica organica pubblicato dalla IUPAC a intervalli regolari. L'ultima edizione completa è stata pubblicata nel 1979, un aggiornamento è stato pubblicato nel 1993 con il titolo A Guide to IUPAC Nomenclature of Organic Compounds. Entrambi questi libri sono oggi fuori commercio in versione cartacea ma la versione elettronica è scaricabile gratuitamente. Una revisione completa è iniziata nel 2004 ed è stata presentata pubblicamente per i commenti. Nel frattempo alcune sezioni sono state riviste e pubblicate sulla rivista Pure and Applied Chemistry.